# ニコライ・ハルトマン
ニコライ・ハルトマン（Nicolai Hartmann (Nikolajs Hartmanis), 1882年2月20日  - 1950年10月9日）は、ドイツの哲学者。

## 生涯
1882年2月20日、当時はロシア帝国支配下のリフリャント県であった、ラトビアのリガに生まれ、 マールブルク大学でヘルマン・コーエン、パウル・ナトルプの下で学んだ。1909年、「プラトンにおける存在の論理学」で教授資格を取得。第一次世界大戦の従軍を経て、1919年にマールブルク大学私講師・翌年には准教授となる。この間マルティン・ハイデッガーと邂逅し『知識の形而上学の基礎』を執筆。1922年にナトルプの後任として教授となり1925年まで在任の後、ケルン大学に移り1926 年に『倫理学』を発表。ケルンではマックス・シェーラーと交流し、独特の物質的価値倫理を築いた。
1931 年にベルリン大学理論哲学教授に就任。1945年までの在任中、『精神的存在の問題』 (1933 年)『存在論の基礎』 (1935 年)『可能性と現実』(1938 年)『存在論の新しい道』（1942年）などを上梓。またヒンデンブルク大統領死去に際し、『フェルキッシャー・ベオバハター』紙上でヒトラーに大統領の権限を委譲すべしとの旨の寄稿をゾンバルトやハイデッガー、カール・シュミットなどと連名で発表した。
第二次世界大戦終結後はゲッティンゲンに移り、死去までゲオルク・アウグスト大学で教鞭を取った。死後『目的論的方法』（1951年）『美学』（1953年）が公刊されている。

## 研究内容、業績、思想
初期は新カント派に属したが、エドムント・フッサール、マックス・シェーラーの現象学に影響を受け、新カント派を脱する。
- 1926年に上梓した「倫理学」において、彼は、シェラーの現象学的価値哲学を批判的に継承した上で、包括的な存在論の一部として体系化した。その後、カントの批判哲学の核心は物自体と現象の区別にあるとした上で、物自体は認識できないという意味では消極的なものであるが、現に存在しているという意味では積極的なものであるとして、存在論を認識論よりも体系的に上位に位置づける独自の批判的－実在論的存在論を提唱した[2]。
- 独自の美学を築いた。

## 著書
- 福田敬訳『美学』（作品社、2004年）
- 村岡晋一監訳『ドイツ観念論の哲学』（作品社、2004年）